# پیمی (بوتان)
پیمی (به لاتین: Pimi) یک منطقهٔ مسکونی در بوتان (کشور) است که در Lhuntse District واقع شده‌است.